# Pattani (fleuve)
La Pattani (thaï แม่น้ำปัตตานี, Maenam Pattani, mɛ̂ːnáːm pàt.taː.niː) est un fleuve du sud de la Thaïlande. Il prend sa source dans le district de Betong, dans la province de Yala, coule vers le nord et se jette dans le Golfe de Thaïlande à Pattani, capitale de la province de Pattani. Sa longueur est de 214 km.

## Barrage
Le barrage de Bang Lang se trouve sur le cours de la Pattani dans la province de Yala. Haut de 85 m, large de 422, il est utilisé pour l'irrigation, le contrôle des crues et la production d'électricité (1275 kW). Son lac de barrage a une capacité de 1420 millions de m³. (coordonnées : 6° 09′ 20″ N, 101° 16′ 25″ E)
Le projet de barrage a été lancé le 3 avril 1973 et la construction a commencé en juillet 1976. Terminé en juin 1981, il a été inauguré le 27 septembre 1981 par la princesse Sirindhorn (fille de Rama IX).